# 1744 în literatură
Anul 1744 în literatură a implicat o serie de evenimente și cărți noi semnificative.  

## Cărți noi
- Mary Collyer - Felicia to Charlotte
- Sarah Fielding - The Adventures of David Simple
- Eliza Haywood - The Fortunate Foundlings
- Edward Moore - Fables for the Female Sex
- John Newbery - A Little Pretty Pocket-Book
- William Oldys - The Harleian Miscellany (introducere de Samuel Johnson)
- Joseph Warton - The Enthusiast
- Paul Whitehead - The Gymnasiad
- Tommy Thumb's Pretty Song Book